# 柏インターチェンジ

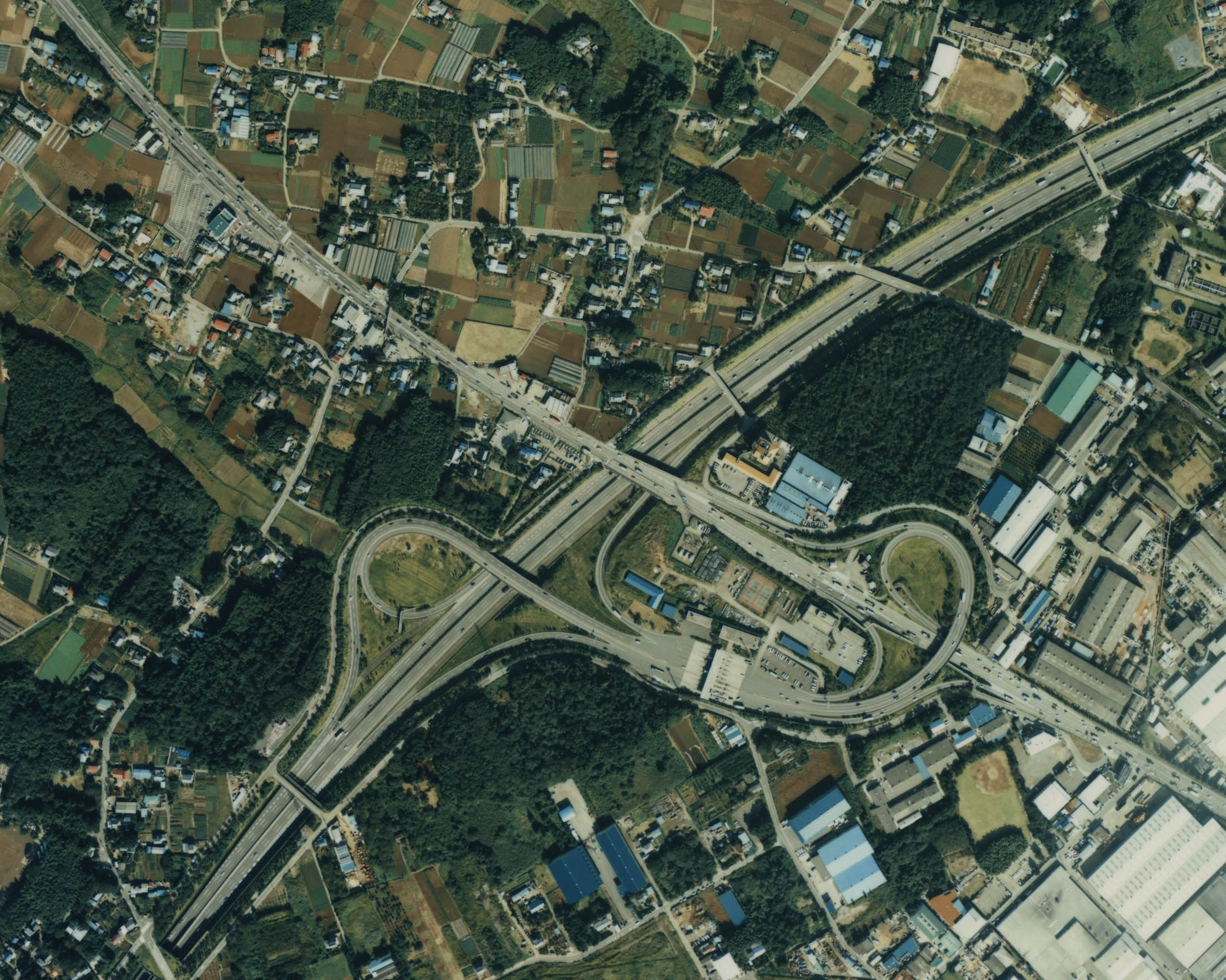
航空写真

柏インターチェンジ（かしわインターチェンジ）は、千葉県柏市大青田にある常磐自動車道のインターチェンジ。柏市・野田市・我孫子市、印西市、白井市などの最寄りインターチェンジである。
バスストップの設備を有するが現在バスストップは休止中である。

## 歴史
- 1981年（昭和56年）4月27日：柏IC - 谷田部IC間開通に伴い、供用開始[1]。
- 1985年（昭和60年）1月24日：小菅JCT - 柏IC間開通[2][3]。

## 周辺
- 柏駅（JR東日本・常磐線/東武鉄道・野田線）

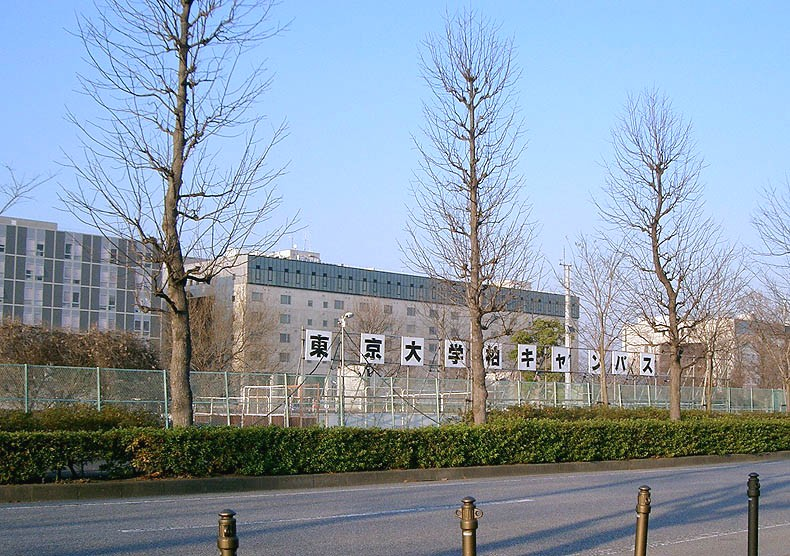
柏の葉キャンパス駅（首都圏新都市鉄道・つくばエクスプレス）
  - TX AVENUE柏の葉
- ららぽーと柏の葉
- 千葉県立柏の葉高等学校
- 千葉県立柏特別支援学校
- 千葉大学環境健康都市園芸フィールド科学教育研究センター
- 東京大学柏キャンパス
  - 新領域創成科学研究科
  - 物性研究所
  - 宇宙線研究所
- 国土交通大学校柏研修センター
- さわやかちば県民プラザ
- 東葛テクノプラザ
- 中小企業基盤整備機構東大柏ベンチャープラザ
- 財務省税関研修所
- 財務省関税中央分析所
- 警察庁科学警察研究所
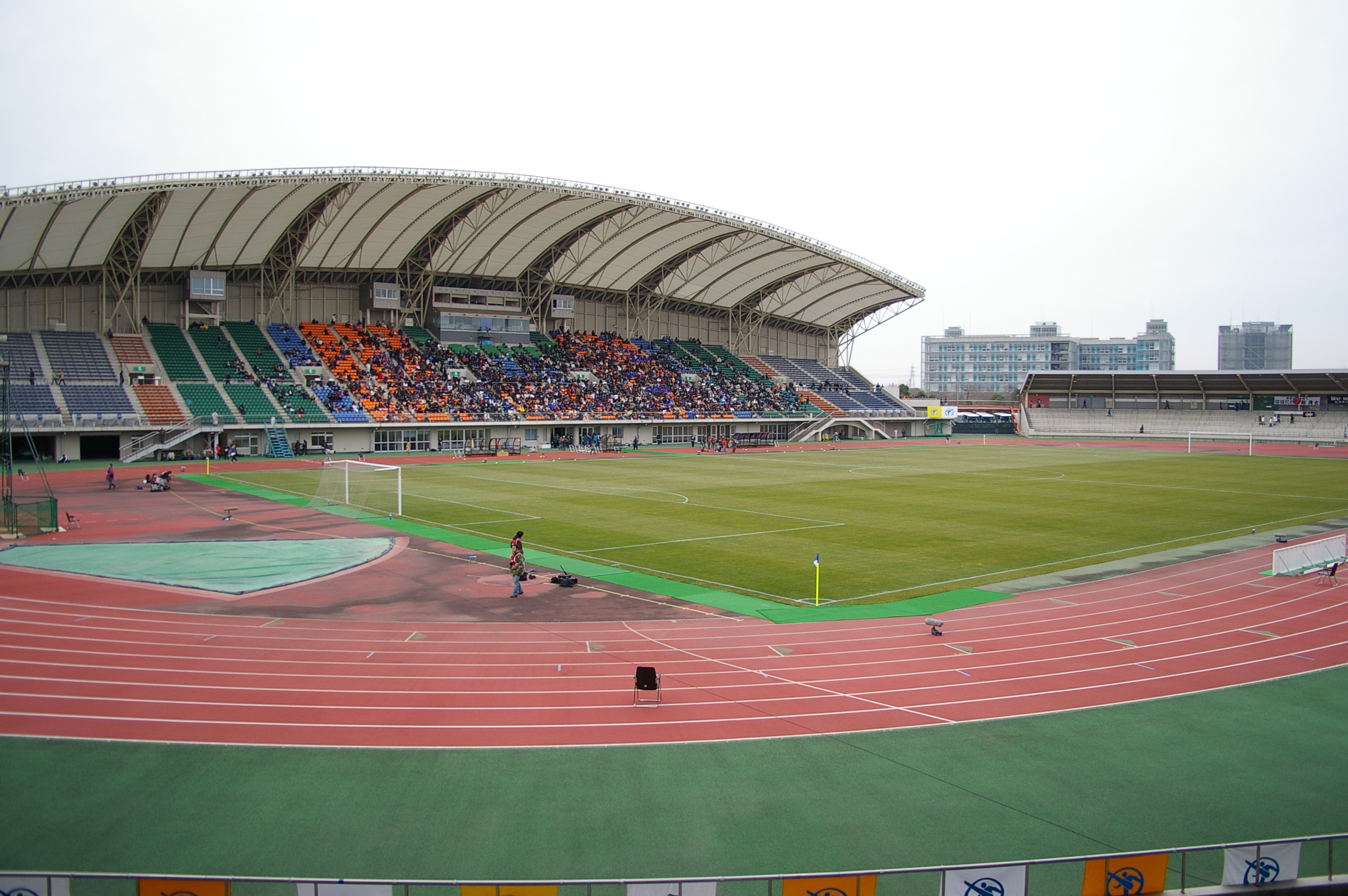
千葉県立柏の葉公園
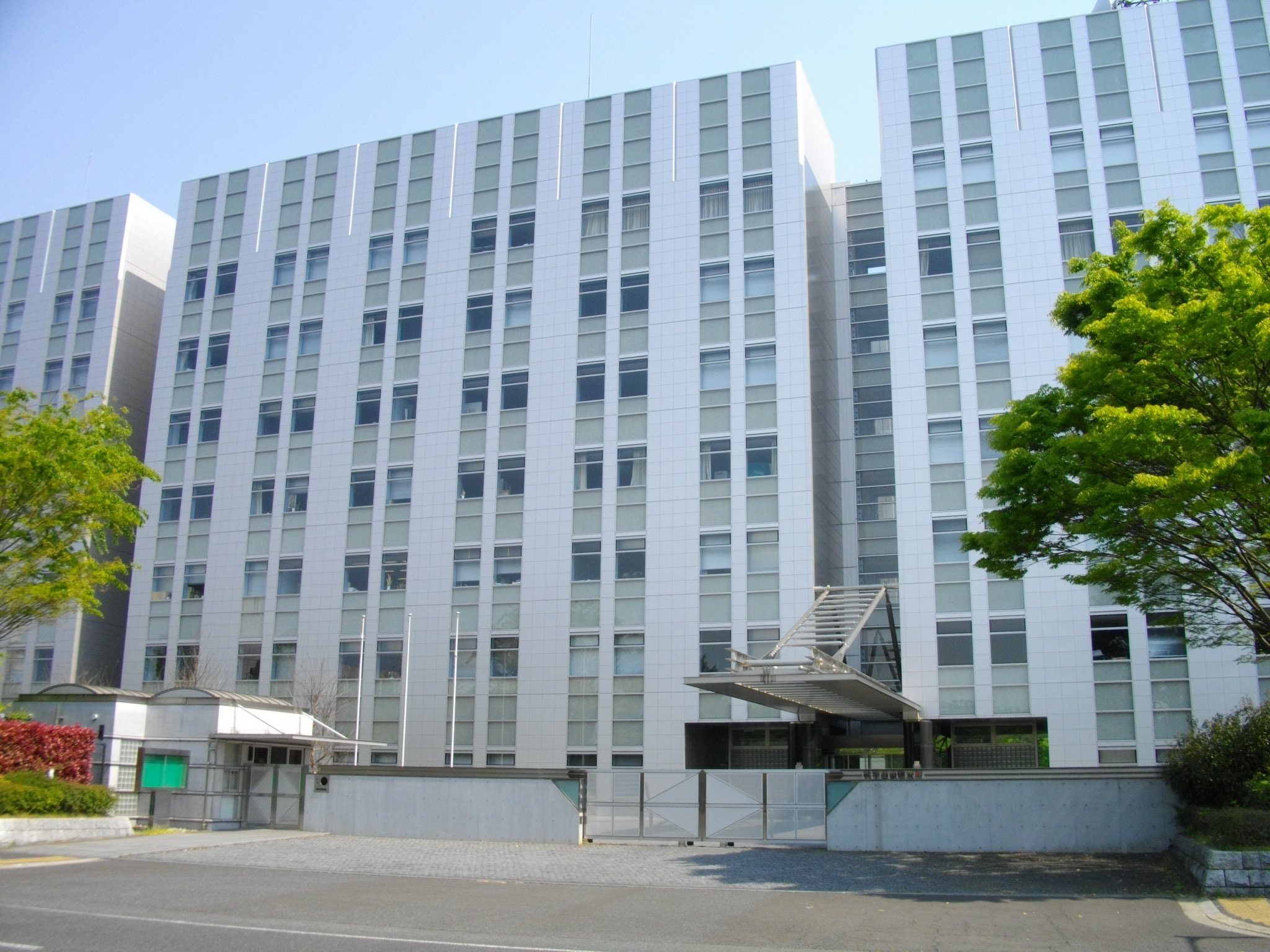
科学警察研究所

- 柏の葉公園総合競技場
- 柏の葉庭球場
- 柏市消防局西部消防署
- 国立がん研究センター東病院
- 柏の葉北総病院
- 千葉・柏たなか病院
- 柏市公設総合地方卸売市場
- 大日本印刷
- 大日本ポリマー
- 大日本樹脂

- 東京大学柏キャンパス
- 柏の葉公園総合競技場
- 科学警察研究所

## 道路
- E6 常磐自動車道（2番）

## 接続する道路
- 直接接続
  - 国道16号

## 料金所
- ブース数：13

### 入口
- ブース数：4
  - ETC専用：2
  - ETC・一般：1
  - 一般：2

### 出口
- ブース数：9
  - ETC専用：3
  - ETC・一般：3
  - 一般：3

## 隣
E6 常磐自動車道
(1-1)三郷TB/SIC - (1-2)流山IC - (2)柏IC - 守谷SA - (3)谷和原IC
トンネルが連続するため、上り線（東京方面）はここから三郷IC/JCT付近まで、最高速度が80km/h（通常時）に制限されている。